# فصل برداشت دی‌اس
فصل برداشت دی‌اس (به انگلیسی: Harvest Moon DS) و (به ژاپنی: 牧場物語 コロボックルステーション bokujō monogatari: korobokkuru sutēshon) یکی از بازی‌های در سبک شبیه‌سازی مزرعه است که توسط شرکت مارولوس اینتراکتیو طراحی و ساخته شد. این بازی که در سری بازی‌های فصل برداشت قرار دارد، برای نخستین بار در ۱۷ مارس ۲۰۰۵ و در ژاپن انتشار یافت. این بازی در ۱۲ سپتامبر ۲۰۰۶ در ایالات متحده، ۱۳ آوریل ۲۰۰۷ در اتحادیه اروپاو در ۷ ژوئن ۲۰۰۷ در مناطق استرالزی عرضه شد. بازی به شکل اختصاصی برای کنسول نینتندو دی‌اس طراحی و ساخته شده است.

## داستان
بازی دربارهٔ مرد جوانی (که به‌طور پیش‌فرض «پیت» نام دارد) است که به همراه دوستش تاکاکورا در مزرعه‌ای در دره «فرگت-می-نات ولی» زندگی می‌کند. داستان همزمان با اتفاقات بازی فصل برداشت: دوستان شهر ماینرال رخ می‌دهد.
ماجرا با دعوای الهه برداشت (Harvest Goddess) و شاهدخت جادوگر آغاز می‌شود. وقتی هیچ‌کدام نمی‌توانند برنده شوند، جدا می‌شوند. در ملاقات بعدی، شاهزاده جادوگر با اشتباه در اجرای طلسم، الهه برداشت را به سنگ تبدیل می‌کند و سپس او را به دنیایی دیگر می‌فرستد. برای جبران این اشتباه، او تمام اسپرایت‌های برداشت (موجودات کوچک شبیه به الف) را به همان دنیا می‌فرستد تا الهه را نجات دهند. سپس به بازیکن مأموریت می‌دهد که با کشاورزی سخت، همه اسپرایت‌ها را برگرداند تا الهه نجات یابد.
در این دره شخصیت‌های مختلفی زندگی می‌کنند:
- ۹ دختر مجرد برای ازدواج
- ۵ رقیب مجرد
اکثر شخصیت‌ها و مکان‌ها از بازی‌های فصل برداشت: یک زندگانی شگفت‌انگیز و فصل برداشت: دوستان شهر ماینرال گرفته شده‌اند، با اضافه شدن چند شخصیت جدید.
داستان اصلی زمانی پایان می‌یابد که بازیکن موفق شود همه اسپرایت‌ها و الهه برداشت را نجات دهد. در طول این مسیر، بازیکن باید با کشاورزی، پرورش حیوانات و تعامل با روستاییان پیشرفت کند.

## گیم‌پلی
در بازی فصل برداشت دی‌اس، بازیکن نقش مرد جوانی به نام پیت را بر عهده می‌گیرد که به همراه دوستش تاکاکورا در مزرعه‌ای در دره فراموشم-نکن زندگی می‌کند. داستان همزمان با اتفاقات نسخه Friends of Mineral Town اتفاق می‌افتد.
بازی با نزاع بین الهه برداشت و شاهزاده جادوگر آغاز می‌شود. در پی این درگیری، الهه برداشت به دنیای دیگری تبعید می‌شود و شاهزاده جادوگر از بازیکن می‌خواهد با جمع‌آوری اسپرایت‌های برداشت، الهه را نجات دهد. برای این کار، بازیکن باید به کشاورزی و دامپروری بپردازد.
در این دره، ۹ دختر مجرد و ۵ پسر مجرد برای ازدواج وجود دارند. بیشتر شخصیت‌ها از نسخه‌های قبلی سری فصل برداشت گرفته شده‌اند، با اضافه شدن چند چهره جدید. داستان اصلی زمانی پایان می‌یابد که بازیکن تمام اسپرایت‌ها و الهه برداشت را نجات دهد.
بازیکن از طریق کشاورزی و دامپروری درآمد کسب می‌کند. برخلاف نسخه‌های قبلی، محدود به زمین خود نیست و می‌تواند در زمینهای بایر سراسر دره کشت کند. هر محصول فصل مخصوص به خود را دارد. در بخش دامپروری، بازیکن ابتدا یک سگ و گربه دارد و به تدریج می‌تواند گاو، گوسفند، مرغ و اردک بخرد.
پس از پیشرفت کافی، بازیکن می‌تواند خانهاش را گسترش دهد و ازدواج کند. اگر رابطه با همسر خوب باشد، پس از مدتی صاحب فرزند می‌شوند و بازی سه سال به جلو می‌پرد.
در کل ۱۰۱ اسپرایت وجود دارد که در تیمهای مختلف سازماندهی شده‌اند. نجات آنها نیازمند انجام فعالیتهای خاص کشاورزی است. برخی اسپرایت‌ها پس از نجات به بازیکن کمک می‌کنند.
با قرار دادن کارتریج نسخه‌های Friends of Mineral Town در اسلات دوم دستگاه، محتوای اضافی و شخصیت‌های جدیدی آزاد می‌شود. البته ازدواج با شخصیت‌های این نسخه‌ها باعث پایان فوری بازی می‌شود.